# Hermann Finsterlin
Hermann Finsterlin (München, 18 augustus 1887 - Stuttgart, 16 september 1973) was een Duitse visionaire architect, schilder, dichter, essayist, speelgoedmaker en componist. Hij speelde een invloedrijke rol in de Duitse expressionistische architectuur uit het begin van de 20e eeuw, maar als gevolg van het moeilijke economische klimaat realiseerde hij geen van zijn projecten. In 1922 had Finsterlin zich teruggetrokken uit de kring van expressionistische architecten toen zij zich in de richting van de Nieuwe Zakelijkheid beweging bewogen. Hij verhuisde naar Stuttgart om zich te concentreren op het schilderen en schrijven. 
Finsterlin studeerde oorspronkelijk geneeskunde, natuurkunde en scheikunde, en later, filosofie en schilderkunst in München. In 1919 hielp hij Walter Gropius bij het organiseren van de Tentoonstelling voor onbekende architecten voor de Arbeitsrat für Kunst en leverde bijdragen aan Bruno Tauts Glas Ketting brieven onder het pseudoniem Prometh. 
Finsterlin had een merkwaardige carrière: hij was een architect die nooit een permanente structuur had opgebouwd. Onder het nazi-regime in de jaren 1930,  kreeg hij de opdracht om officiële portretten en fresco's te vervaardigen in staatsgebouwen.  Finsterlin ontweek de verantwoordelijkheid om dit uit te voeren door een geveinsde ziekte en leverde zijn kunst aan de nazi's alleen onder dreiging van opsluiting in een concentratiekamp, In 1944 werd zijn huis gebombardeerd en een groot deel van zijn levenswerk ging verloren - hoewel hij in staat was enkele van zijn vroeger werk in de jaren 1960 te regenereren.
Hermann Finsterlin ontwierp voor het Nederlandse orgaan Wendingen het omslag van nummer 49 van de reeks.